# 섀런 렌들
섀런 수전 렌들(영어: Sharon Susan Rendle, 1966년 6월 18일~)은 영국의 전직 유도 선수이다.  1992년 하계 올림픽 여자 하프라이트급에서 동메달을 획득했으며 세계 선수권 대회에서 금메달 2개, 은메달 1개, 동메달 2개, 유럽 선수권 대회에서 금메달 2개, 동메달 1개를 획득했다.